# 苏州美术专科学校旧址
31°17′49″N 120°37′20″E / 31.29694°N 120.62222°E
苏州美术专科学校旧址位于中国江苏省苏州市沧浪区沧浪亭东侧，现为颜文樑纪念馆，1987年9月被列为苏州市文物保护单位，2002年被列为江苏省文物保护单位。
1922年美术家颜文樑创办苏州美术专科学校，初设于海红坊，后迁沧浪亭对面正谊书院旧址，后又迁沧浪亭西侧中州三贤祠。1927年沧浪亭交由美校保管。1928年在沧浪亭内成立“苏州美术馆”。1931年10月～1932年8月在沧浪亭东建新大楼一栋，即今所见之旧址。1952年全国高校院系调整，该校迁离（现为南京艺术学院）。
旧址俗称“罗马大楼”，坐南朝北，高三层，平顶，平面呈倒“凸”字形，面阔35米，中间进深19米，两侧进深13米，前檐下有仿古希腊爱奥尼式柱14根。

## 歷史
1922年，顏文樑與朱士傑和胡粹中共同創建蘇州美術專科學校。那時顏文樑三十歲，而胡與朱則均是二十三歲的青年。除了他們三位之外，還請了一個文學教師金東雷。學校草創伊始，因陋就簡，經費困難，教職員皆不取酬。 後來，蘇州美術專科學校由當地士紳出資，移至蘇州滄浪亭旁，門前一泓流水，環境優美。校舍是羅馬式建築，在古老的蘇州，觀感一新，氣象不凡。
蘇州美專設有中西畫系，並附設實用藝術，各系設有研究生學位，以備畢業學生繼續深造。素描室置有大小石膏像百餘座，均由顏文樑親自向法國訂來，成為中國最引人稱道的美術學府。師資優秀，俱為一時俊彥，教西畫如朱士傑、黃覺寺、胡粹中；中畫工筆禽鳥走獸蔡震淵，山水朱疇禹，人物顏元，後來有沈壽鵬任教。顏文樑也教油畫和透視學。徐悲鴻、孫伏園、鄭午昌、章太炎等都請去講過學。蘇州美專為中國培養了一批具有大作為的大畫家，美術家，學生遍佈海內外。
1933年，蘇州美專開始出版並排版影刷美專校刊《藝浪》，選刊教師和學生的作品及中外名畫。在此之前，學校曾出版《滄浪美》校刊三期。
蘇州美專的校歌部分為：「卓哉我校樹中華，廣廈庇才眾，孕育中西集諸藝 學業務專攻，君看滄浪之水，清流無窮。」

## 照片
- 蘇州美專1934級畢業照
- 1928年蘇州美專大門